# 128-й гвардейский отдельный сапёрный батальон
128-й отдельный гвардейский сапёрный батальон — воинское подразделение в вооружённых силах СССР во время Великой Отечественной войны. Во время войны существовало два гвардейских формирования сапёрного подразделения под одним и тем же номером.

## 128-й отдельный гвардейский сапёрный батальон (1-е формирование)
Преобразован из 921-го отдельного сапёрного батальона
В составе действующей армии с 17.06.1944 по 09.08.1944 года.
В мае-июне 1944 года включён в состав 37-гогвардейского стрелкового Свирского Краснознамённого корпуса..
Дальнейшая судьба батальона неизвестна. Может быть, что был уничтожен в боях на Свири или расформирован по иным причинам.

## 128-й отдельный гвардейский сапёрный Свирский Краснознамённый батальон (2-е формирование)
Переименован из 1-го отдельного гвардейского сапёрного батальона 7-й армии
В составе действующей армии с 21.02.1945 по 11.05.1945 года.
Включён в состав 37-го гвардейского стрелкового Свирского Краснознамённого корпуса. Принимал участие в боевых действиях корпуса в Венгрии и Австрии.

## См.также
- 37-й гвардейский стрелковый Свирский Краснознамённый корпус